# 프란틀-글로어트 특이점
프란틀-글로어트 특이점(영어: Prandtl–Glauert singularity)은 루트비히 프란틀과 허먼 글로어트가 발견한 프란틀-글로어트의 법칙에서의 특이점이다.

## 같이 보기
- 압축성 흐름
- 소닉붐